# Eremnophila aureonotata
Espèce
Eremnophila aureonotata est une espèce d'insectes hyménoptères de la famille des Sphecidae originaire d'Amérique du Nord.
Elle mesure 20 à 22 mm de long.
Ce sont des hyménoptères qui paralysent leurs proies pour les transporter dans leur nid afin d'alimenter leurs larves. Les larves dévorent vivant l'insecte paralysé et ce durant plusieurs mois.